# Constand Viljoen
Pour les articles homonymes, voir Viljoen.
Le général Constand Laubscher Viljoen, né le 28 octobre 1933 à Standerton (Transvaal) et mort le 3 avril 2020 à Ohrigstad (Mpumalanga), est un militaire et un homme politique sud-africain, chef des forces de défense d'Afrique du Sud de 1980 à 1985, fondateur du Front de la liberté et membre du parlement de 1994 à 2001. Son frère jumeau a servi d'intermédiaire entre lui et Nelson Mandela lors de leur première rencontre en 1993, qui a débouché sur les négociations mettant fin pacifiquement à l'apartheid en Afrique du Sud. 

## Biographie

### Origines
Issu d'une famille afrikaner dont la grand-mère paternelle, Andriesina Zezilia Viljoen (1866-1924), a été internée avec ses quatre jeunes enfants dans un camp de concentration britannique durant la seconde guerre des Boers, Constand Viljoen et son frère jumeau Abraham sont nés à la ferme Potfontein située dans le district de Standerton dans le Transvaal oriental. 
Son père, Andries Viljoen (1898-1947), unique enfant de la fratrie Viljoen à avoir survécu au camp de concentration, est un partisan de Jan Smuts et du parti sud-africain. Il est cependant hostile en 1934 au rapprochement entre le parti sud-africain et le parti national de James Barry Hertzog. Sa mère Geersie Viljoen est également une progressiste blanche sud-africaine. Andries Viljoen meurt en 1947 alors que ses fils jumeaux Constand et Abraham n'ont que quatorze ans.

### Carrière militaire
À la fin de ses études secondaires en 1954, Constand Viljoen rejoint l'armée sud-africaine et effectue son service national. Il termine ses études à l'université de Pretoria (1955) et continue une carrière militaire professionnelle. En 1960, il commande l'école d'artillerie dont il prend la direction dans les années 1970. Le pays est alors en pleine application de l'apartheid. 
Héros de la guerre d'Angola en 1975-1976, Constand Viljoen est chef de l'armée de 1976 à 1980. En 1978, il organise l'assaut aéroportée des forces armées sud-africaines lors de la bataille de Cassinga. 
Il acquiert alors un grand prestige et est respecté par de nombreux Blancs pour son leadership et sa présence en première ligne au côté des troupes dans les batailles contre les soldats cubains en Angola.
De 1980 à 1985, il est chef des forces de défense d'Afrique du Sud (SA Defence Force-SADF). Quand il prend ses fonctions pour diriger la SADF, il déclare à propos des populations noires sud-africaines « S'ils peuvent se battre pour l'Afrique du Sud, alors ils peuvent voter pour elle ».
Il prend alors sa retraite dans sa ferme du district d'Ohrighstad au Transvaal et y cultive le maïs. Il suit de loin les événements politiques qui secouent son pays. S'il approuve la libération de Nelson Mandela et le début des négociations politiques avec le congrès national africain (ANC), il considère que le président Frederik de Klerk cède trop facilement et trop vite face aux exigences de l'ANC.

### Carrière politique
En 1993, après avoir à plusieurs reprises refusé de s'engager en politique au côté des nationalistes ou des conservateurs, Constand Viljoen se ravise pour défendre les intérêts de la nation afrikaner « mise en péril » selon lui par l'abandon en cours du pouvoir blanc par le président Frederik de Klerk au profit de l'ANC. Il refuse néanmoins de soutenir les menaces d'appel aux armes, à la résistance armée et à la sécession lancées par le général Groenewald (lui aussi en retraite). Il bénéficie cependant du vide politique résultant de la mort d'Andries Treurnicht, le chef du Parti conservateur d'Afrique du Sud, pour reprendre le leadership des Afrikaners conservateurs et se fait partisan du Volkstaat. Son objectif premier est de faire reporter les élections, remplacer le président Frederik de Klerk et recommencer les négociations avec le congrès national africain (ANC). 
Viljoen entre directement en négociation avec l'ANC et Nelson Mandela et tente d'unifier la droite et l'extrême droite sud-africaines dans le Front du Peuple Afrikaner (Afrikaner Volksfront) et de la coaliser avec les partis noirs conservateurs dans une « Alliance des libertés ». D'un point de vue personnel, Nelson Mandela a plus d'estime pour Constand Viljoen que pour F. W. de Klerk. Pour Mandela, Viljoen est un homme qui lui ressemble dans ce qu'il considère être un leader patriarcal, honnête, intègre et courageux. A contrario, aux yeux de Mandela, F. W. de Klerk est une âme tiède. Pour Viljoen, il ne fait aucun doute qu'il fallait donner des droits aux Noirs sud-africains mais il conteste le processus en cours et ne veut pas de gouvernement d'obédience marxiste. À plusieurs reprises, Viljoen se retrouve en porte-à-faux avec les extrémistes qui le suivent. Le 25 juin 1993, alors qu'il participe à une manifestation devant le centre de conférence de Kempton Park où se déroulent les négociations constitutionnelles, il tente sans succès de stopper les extrémistes de l'AWB qui forcent l'entrée et envahissent le centre. En décembre 1993, il joue encore les intermédiaires pour empêcher les forces de l'ordre de prendre d'assaut Fort Schanschop, occupé par des hommes du Pretoria Boere Kommando (PBK). Il jouera encore un rôle d'intermédiaire en mars 1994 lors de la tentative de rester au pouvoir du président Lucas Mangope au Bophuthatswana, à laquelle sont mêlés des membres de l'AWB. 
Le 4 mars 1994, la rupture avec ses alliés est consommée. Réunis dans un Volksverteenwoordigende Rand (conseil représentatif), ceux-ci ont décidé en février de refuser de participer aux élections générales d'avril 1994. En désaccord total avec leur stratégie, Viljoen fonde de son côté le Front de la Liberté (Freedom Front-FF) pour participer à ces élections. Pour Eugène Terre'Blanche, la figure de Viljoen devient celle d'un « Judas, envoyé par les francs-maçons du Broederbond », par l'ANC et le NP. Le Front de la liberté est alors l'unique parti politique à pouvoir représenter les aspirations nationalistes des conservateurs et de l'extrême droite lors des premières élections multiraciales du pays le 27 avril 1994. Finalement, en dépit de l'appel au boycott des élections par le Parti conservateur et la totalité des autres formations boers ou Afrikaners, le FF obtient 640 000 voix, 9 députés et 5 sénateurs. Bien qu'il n'ait pas obtenu le minimum requis selon les termes de la constitution provisoire pour obtenir automatiquement un poste de ministre pour sa formation politique, Nelson Mandela lui propose de participer au gouvernement d'union nationale mais il refuse, déçu de ne pas avoir obtenu le vote de tous les anciens électeurs du Parti conservateur ni de la majorité des Afrikaners.
Dès 1995, Constand Viljoen va encourager les Afrikaners à effectuer un nouveau Grand Trek à l'intérieur de l'Afrique, à l'appel d'ailleurs des pays africains en recherche de main-d’œuvre qualifiée. 
Réélu en 1999, il ne parvint pas à faire reconnaître la nécessité vitale d'une 10e province afrikaner aux élus de l'ANC ni à la droite parlementaire, opposée au communautarisme afrikaner, diviseur de la communauté blanche. Néanmoins, son action est reconnue et l'ANC lui sait gré d'avoir empêché les ultras de la droite de recourir aux armes et d'avoir contenu les partisans d'une guerre civile et raciale. Viljoen aussi loue Mandela pendant le rétirement de ce dernier de la politique en 1999, en terminant son discours parlamentaire en xhosa (la langue maternelle de Mandela) en disant : « Allez et prenez ton repos bien merité, Monsieur le président. Va t’allonger à l’ombre d’un grand arbre »,.

### Retraite
En 2001, Constand Viljoen quitte définitivement la politique après un hommage rendu au Parlement par le président Thabo Mbeki lui-même et laisse la présidence du Front de la liberté à Pieter Mulder. Il reste cependant membre du conseil d'administration d'Armscor.
En 2003, il est la cible d'un complot du Boeremag (en), un groupuscule paramilitaire d'extrême-droite qui le considère comme un traître à la cause afrikaner.
Constand Viljoen est mort le 3 avril 2020 chez lui, dans sa ferme située à Ohrigstad dans la province de Mpumalanga (Transvaal-oriental).

### Vie privée
Marié à Christina Sussanna Heckroodt, Constand Viljoen a 5 enfants (4 fils et 1 fille).
Constand Viljoen a également un frère jumeau, Abraham (Braam) Viljoen. Les deux hommes étaient cependant politiquement très opposés et Braam Viljoen, un théologiste, membre de l'ANC et ancien candidat du parti progressiste fédéral, militait contre la politique d'apartheid en Afrique du Sud et travaillait pour la think tank progressiste Institute for a Democratic Alternative for South Africa dirigé par Frederik van Zyl Slabbert. Il servit d'intermédiaire pour la première rencontre entre son frère et Nelson Mandela en 1993, qui a été suivie de quatre mois de négociations contribuant à mettre fin à l'apartheid en Afrique du Sud.

## Grades
- 1952-1956 : Service national
- 1954 : second lieutenant
- 1956-1959 : lieutenant
- 1959-1961 : capitaine
- 1961-1965 : major
- 1965-1980 : commandant dans la SADF
- 1968-1971 : colonel
- 1971-1974 : brigadier
- 1974-1976 : major-général
- 1976-1980 : lieutenant-général
- 1980-1985 : général